# 中視夜線新聞
《中視夜線新聞》（CTV NEWS NITELINE）是中國電視公司（中視）新聞部製播的夜間新聞節目，1990年10月15日開播，2011年8月26日停播並改為《中視晚安遛新聞》，2012年12月3日復播。
2014年2月24起，搬移至中視新聞台每週一至週五23:00播出。4月21日起，於中視HD台高畫質同步播出。5月5日停播，5月6日開始改為《CTV全球新聞》。

## 曾任主播（無順序）
- 黃晴雯（首任）
- 趙薇
- 周慧婷（代班）
- 王育誠
- 侯乃榕
- 陳怡蓉（客串）
- 張元培（假日）
- 朱康震（假日）
- 簡幸玲（假日）
- 林慧蓉（假日）
- 胡志成（末任）

## 歷史
1990年10月15日，《中視夜線新聞》開播，播出時間為每星期一至五23:30，翟翬擔任第一任製作人，當時《中視晚間新聞》主播黃晴雯擔任第一任主播並實際參與編輯工作以實行「編播合一」。
《中視夜線新聞》開播時單元如下：
1. 〈最後（最新）消息〉：包括國內外突發的重大新聞、國外重大新聞的最後發展、新聞焦點人物最新動態及訪問。
2. 〈國內新聞摘要〉：加強報導地方新聞，更加重大台北地區以外的地方新聞。
3. 〈國際新聞摘要〉：比照〈國內新聞摘要〉的作法，新聞編譯寫稿，記者配音製作。
4. 〈最新國際財經資訊〉：包括英國、美國、日本、香港等地的最新股市、外匯及期貨行情，特色為與偉達資訊股份有限公司（Taiwan Unicom Financial Information Service Inc.）[2]的電腦即時連線取得行情，同時適時加入加拿大製作的財經節目《Stop Watch》。
5. 〈中視論壇〉：邀請專家、學者或工商界領袖評論國內新聞，每日固定播出。
6. 〈一週藝文〉：記者陳若華主持的單元，每星期五固定播出。
7. 〈申訴管道〉：記者彭菊仙負責的單元，開放民眾於正常上班時間內以電話投訴影響大眾權益的事件，並請專家、學者答覆。
8. 〈氣象報告〉：除了一般的天氣動態解說與明日各地天氣預報以外，每星期五增加國內各風景區天氣預報，颱風來臨時於中央氣象局作最新動態報導。
9. 〈明日重要活動預告〉：主播於收播前選擇播報明日較重要且非例行性的活動。

1995年，黃晴雯與新婚夫婿謝天惠赴美國度假發生車禍，周慧婷代班《中視夜線新聞》主播（與王育誠搭檔）。
| 臺灣 中視數位台 定時新聞節目                     | 臺灣 中視數位台 定時新聞節目                  | 臺灣 中視數位台 定時新聞節目                 |
| ------------------------------------------------ | --------------------------------------------- | -------------------------------------------- |
|                                                  | 中視夜線新聞 （2012年12月3日－2014年2月21日） |                                              |
| 中視晚安遛新聞 （2011年8月29日－2012年11月30日） | 真愛找麻煩（重播）                            |                                              |
| 臺灣 中視新聞台 每週一至週五 23:00 - 24:00       |                                               |                                              |
| —                                                | 中視夜線新聞 （2014年2月24日－2014年5月5日）  | CTV全球新聞 （2014年5月6日－2017年11月17日） |